# Bitwa pod Cheroneą (146 p.n.e.)
Bitwa pod Cheroneą – starcie zbrojne pomiędzy korpusem arkadyjskim i armią rzymską w 146 p.n.e. w trakcie wojny rzymsko-achajskiej.

## Przebieg
Po rozpoczęciu działań zbrojnych przeciwko Rzymianom, wojska achajskie pod dowództwem Kritolaosa stawiły czoła przeciwnikowi pod Skarfeją, gdzie zostały rozbite przez liczniejsze wojska rzymskie. Wypełniając swoje zobowiązania sojusznicze, do sił Kritolaosa zmierzały wówczas posiłki arkadyjskie w sile 1 000 żołnierzy. Po drodze korpus dotarł do miasta Elateja, gdzie się na krótko zatrzymał. Tam dotarła do Arkadyjczyków wiadomość o klęsce sił achajskich. W obawie przez zemstą Rzymian, mieszkańcy  zmusili przybyłych żołnierzy do opuszczenia miasta.
Pozbawieni wszelkiej osłony Arkadyjczycy rozpoczęli pospieszny odwrót na południe. Rzymskie oddziały Metallusa dogoniły cofający się korpus pod Cheroneją, ok. 20 km na południe od miasta, które Grecy musieli opuścić. Przewaga rzymskich legionistów była przytłaczająca (25:1). Korpus arkadyjski został szybko rozgromiony, a droga na Peloponez stanęła dla wojsk Metallusa otworem.